# Turkistan Arena
La Turkistan Arena (in kazako Түркістан Арена?) è un impianto polivalente situato a Turkistan, in Kazakistan. Lo stadio viene usato principalmente per le gare casalinghe del Tūran Türkistan. L'impianto ha una capienza di 7 000 posti, tutti al coperto. Inaugurato il 27 ottobre 2020, l'impianto ha successivamente ospitato la Supercoppa del Kazakistan 2021. È inoltre dotato di palestre di boxe, sollevamento pesi, ginnastica e yoga.